# Sint-Augustinuskerk (Geleen)
De Sint-Augustinuskerk is de parochiekerk van de Geleense wijk Krawinkel, gelegen aan de Prins de Lignestraat 33.

## Geschiedenis
Reeds in 1858 bestond er in Krawinkel een noodkerk. In 1862-1863 werd een kerk gebouwd, ontworpen door Carl Weber. In 1937 werd deze kerk afgebroken, nadat in 1934 een nieuwe kerk gebouwd was onder architectuur van Jos Cuypers en Pierre Cuypers jr.. De kerk maakt onderdeel uit van een uitbreidingsproject van de wijk Krawinkel. De kerk werd in 2005 gerestaureerd.

## Gebouw
Het betreft een bakstenen driebeukige basilicale kruiskerk met expressionistische en neogotische kenmerken. De zijbeuken hebben de vorm van een reeks zijkapellen, elk met topgevel en zadeldak. De voorgevel wordt geflankeerd door twee bakstenen torens, gedekt door een zadeldak.
Het interieur wordt overwelfd door een spitstongewelf. Het toont deels schoon metselwerk, en deels gepleisterd muurwerk. De kerk bevat mozaïeken en glas-in-loodramen, de laatste vervaardigd door J. Postmes.
Het orgel stamt uit 1863 en werd gebouwd door de firma Loret & Vermeersch voor de toenmalige Kerk van Onze Lieve Vrouwe Onbevlekte Ontvangenis aan de Wijnhaven te Rotterdam. In 1899 werd het orgel door de firma Maarschalkerweerd in de Sint-Ignatiuskerk aan de Westzeedijk 90 te Rotterdam geplaatst en kreeg het een geheel vernieuwd orgelfront. Vanwege de sloop van de Sint-Ignatiuskerk (vanaf 1956 Sint-Laurentius en Ignatiuskathedraal) werd het orgel in 1967 overgeplaatst naar de Sint-Augustinuskerk.

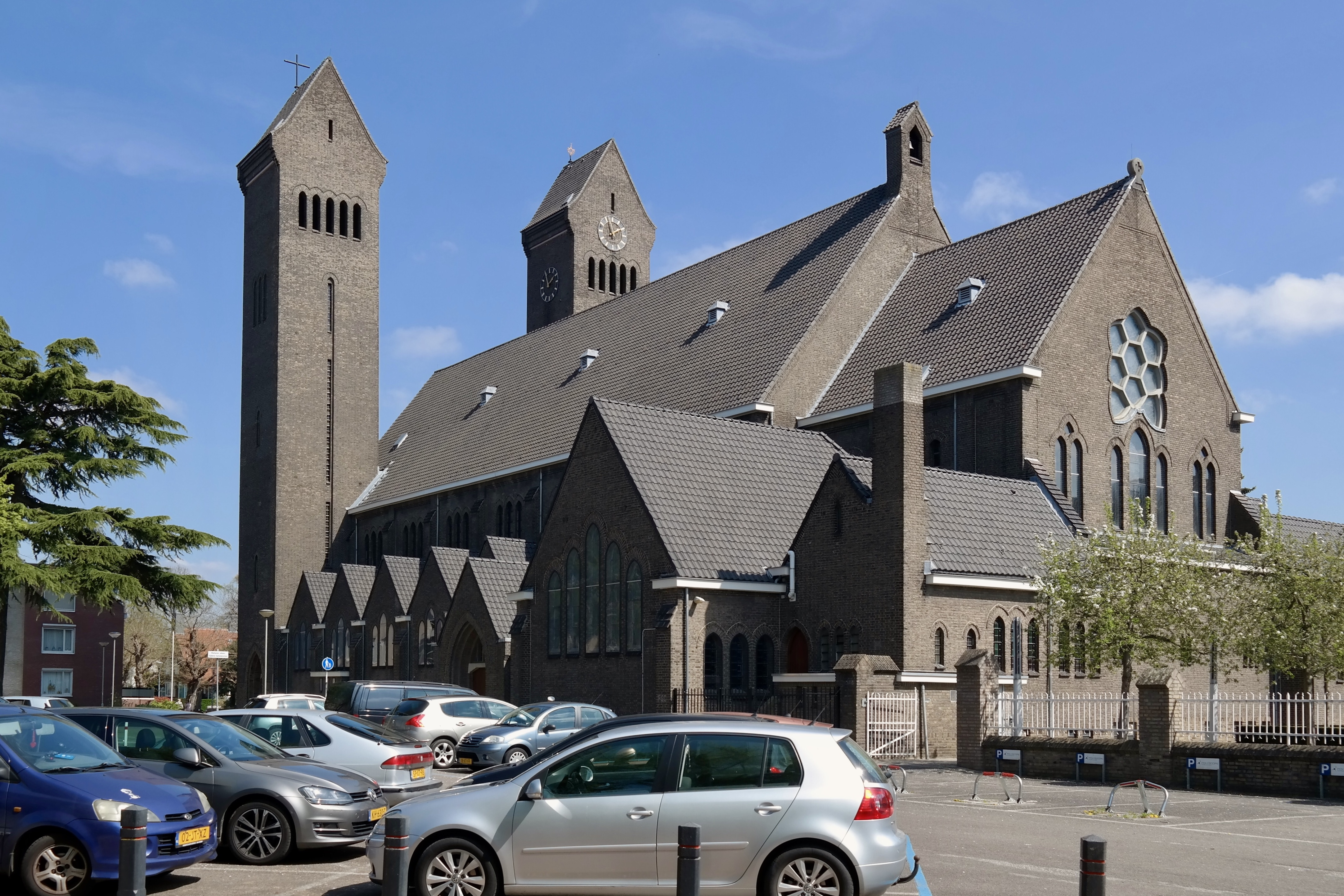
De Sint-Augustinuskerk in 2022